# Лари Теслър
Ло́рънс Го́рдън Те́слър (на английски: Lawrence Gordon Tesler; 24 април 1945 – 16 февруари 2020) е американски информатик, работил в областта на взаимодействието между човек и компютър. Той е програмистът, който фактически е въвел в употреба клавишните комбинации Ctrl+X, Ctrl+C, Ctrl+V („изрежи, копирай, постави“, на английски: cut, copy, paste). Теслър е работил в Xerox PARC, Apple Computer, Amazon.com и Yahoo!. Изучава информатика в Стенфордския университет през 1960 г. Известно време е работил в лабораторията по изкуствен интелект на този университет, където, съвместно с Хораций Еня, води разработката на езика за програмиране. Този функционален език за програмиране е бил предназначен за паралелна обработка и се използвал за обучение на начинаещи в програмирането.
Теслър е роден в Бронкс, в семейството на потомци на еврейските имигранти от Русия Исидор Теслер (1914 – 1976) и Мюриел Кречман (1917 – 2010); баща му е бил лекар анестезиолог. От 1973 до 1980 г. Лорънс работи в Xerox PARC, където работи над текстообработващия процесор Gypsy и езика Smalltalk. Функцията „copy – paste“ („копирай и постави“) за пръв път е реализирана през периода 1973 – 1976 г. по време на работата над програмния език Smalltalk-76 в Xerox Palo Alto Research Center.
През 1986 г. Теслър разработва Object Pascal под консултацията на Никлаус Вирт.
Компанията Xerox съобщава за смъртта на Лари Теслър (74 г.), настъпила на 16 февруари 2020 г.